# 別れの曲 (平原綾香の曲)
『別れの曲』（わかれのきょく）は、平原綾香の25枚目のシングル。

## 解説
シングルとしては前作『Greensleeves』より、約4か月での発売となる。アルバム『my Classics 3』の先行シングルとして発売された。

## 楽曲解説

### 別れの曲
この曲はフレデリック・ショパン作曲の『別れの曲』（練習曲作品10-3）に平原自身が独自の日本語歌詞を付けて歌ったものである。

## 収録曲
1. 別れの曲
作詞：平原綾香 / 作曲：フレデリック・ショパン / 編曲：坂本昌之
原曲：『別れの曲』
テレビ朝日系ドラマ『ホンボシ〜心理特捜事件簿〜』主題歌。
2. Someone to watch over me
作詞：アイラ・ガーシュウィン / 作曲：ジョージ・ガーシュウィン / 編曲：坂本昌之
原曲：『Someone to watch over me』
野村不動産「PROUD」CMソング。
3. 別れの曲（Vocal-less Track）
4. Someone to watch over me（Vocal-less Track）

## 楽曲の収録アルバム
別れの曲
- 『my Classics 3』

Someone to watch over me
- 『my Classics 3』